# Rhodobryum graeffeanum
Rhodobryum graeffeanum là một loài Rêu trong họ Bryaceae. Loài này được (Müll. Hal.) Paris miêu tả khoa học đầu tiên năm 1898.